# Темнолицая тростниковая танагра
Темноли́цая тростнико́вая тана́гра (лат. Mitrospingus cassinii) — вид птиц отряда воробьинообразных. Птица среднего размера с тусклым голубовато-серым оперением и чёрной маской, голова сверху и затылок — горчично-жёлтые, оперение по бокам и на брюхе оливково-жёлтое. Населяет густые кустарники и опушки леса на Карибском побережье в южной части Центральной Америки и в предгорьях Анд на северо-западе Южной Америки. В основном питается фруктами, добывая корм в нижнем и среднем ярусах леса, собирается в стаи до 15 особей своего вида. Темнолицая тростниковая танагра строит чашеобразное гнездо в кустарнике около ручья на высоте 1,5—3 м над землёй и подвешивает его между вертикальными стволами. В кладке два белых яйца с коричневыми и красно-коричневыми пятнами. В кормлении птенцов принимают участие помощники.
Вид был описан Джорджем Ньюболдом Лоренсом в 1861 году. Международный союз орнитологов относит темнолицую тростниковую танагру к роду тростниковых танагр и выделяет два подвида. В начале XXI века тростниковые танагры, зелёные ортогонисы и чёрно-пегие танагры были выделены в семейство Mitrospingidae.

## Описание
Птица среднего размера с телом длиной 18 или 18,5 см. Половой диморфизм выражен слабо. У самцов подвида Mitrospingus cassinii cassinii длина крыла составляет 80,0—87,0 мм, хвоста — 68,4—81,1 мм, клюва — 18,7—20,5 мм, предплюсны — 22,8—25,3 мм; у самок — 78,0—86,0 мм, 66,8—78,1 мм, 19,3—22,1 мм, 24,0—25,8 мм соответственно. Масса птиц варьируется от 32 до 41 г.

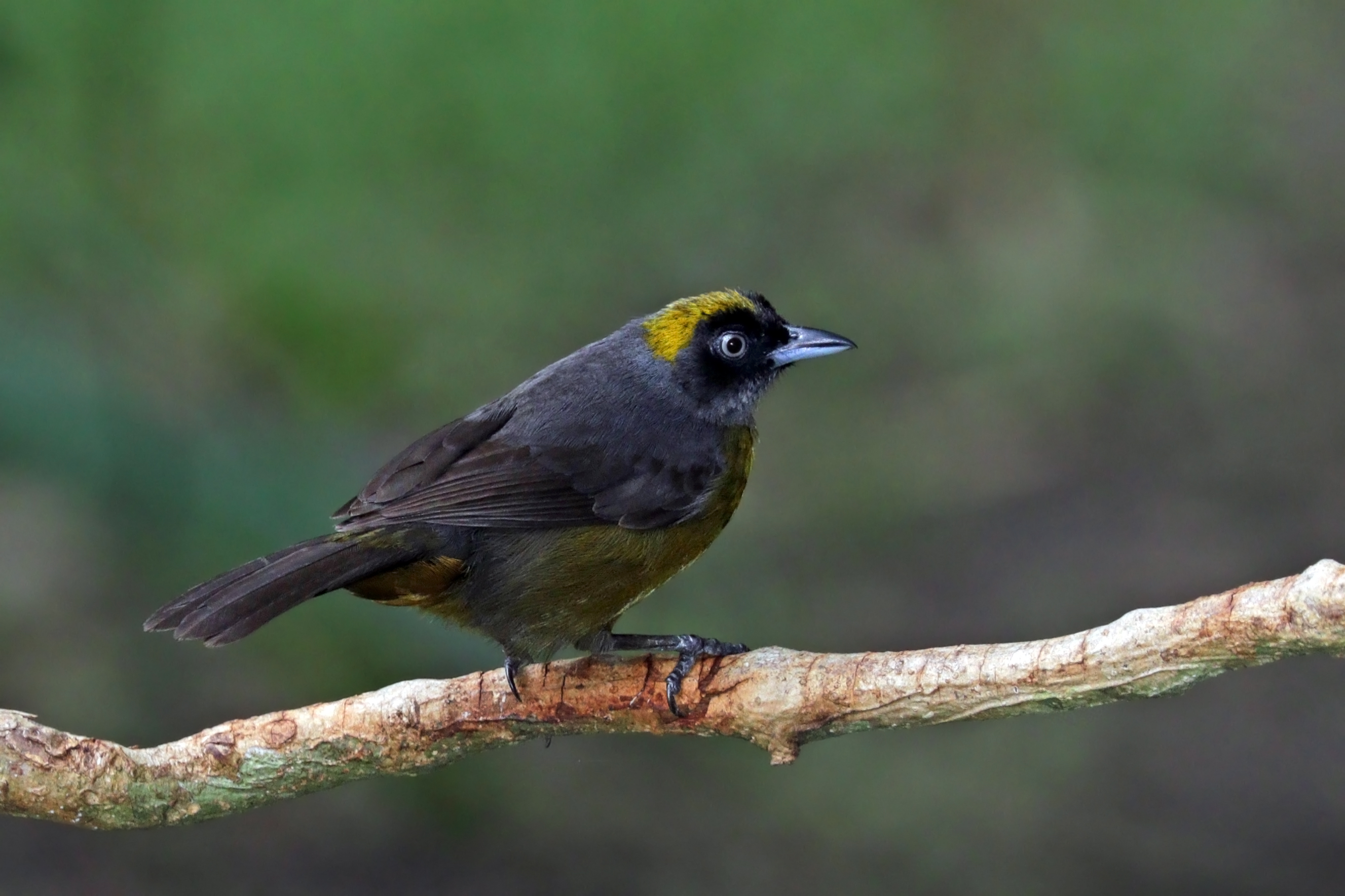
Темнолицая тростниковая танагра в Панаме

Оперение тусклое. Сверху голубовато-серое, крылья и хвост той же расцветки, хотя надхвостье имеет оливковый оттенок. Голова сверху и затылок — горчично-жёлтые. Пятно на затылке, по описанию Лоренса, треугольной формы, оно начинается с узкого конца над глазами и постепенно расширяется на всю ширину головы. На лице короткие и жёсткие перья. Отличительной чертой является большая чёрная маска на лице, включающая уздечку, узкую область над глазами и стороны головы. Подбородок имеет чёрный оттенок, а горло — светло-серое. Постепенно снизу цвет переходит в грязный оливково-жёлтый на груди и боках, кроющие перья брюха и подхвостья — тёмно-серые и оливково-жёлтые. Оперение крыла снизу серое. Первостепенных маховых перьев девять, самое длинное — четвёртое, первое и девятое — равной длины. Крылья более округлые, чем у представителей рода Eucometis, с которыми темнолицую тростниковую танагру сравнивал исследователь Роберт Риджуэй. Хвост длинный. Информация о линьке отсутствует.
Номинативный подвид M. c. cassinii отличается более тусклым подхвостьем и более тёмным, почти голубым оперением сверху. У подвида Mitrospingus cassinii costaricensis подхвостье яркое и красноватое. Горло окрашено почти в тот же цвет, что и бока головы, а оперение снизу скорее зеленоватое, чем желтоватое. У молодых птиц жёлтое пятно на макушке и затылке заметно меньше, а оперение снизу имеет более жёлтый оттенок. Темнолицую тростниковую танагру довольно легко перепутать с самцом Tachyphonus delatrii.
Клюв длинный и тонкий, конической формы, согласно описанию Александра Фрэнка Скатча, слегка загнут вниз. Надклювье чёрное, с сине-серой кромкой; подклювье — серое с чёрным кончиком или желтоватое. По описанию Роберта Риджуэя, который выделил тростниковых танагр в отдельный род, у этих птиц довольно длинный клюв, его длина почти достигает размеров головы. Радужка глаза окрашена в бледно-серый или серовато-белый цвета. Скатч выделял бледно-жёлтый цвет радужки, утверждая, что он «так редко встречается у танагровых, что его можно было бы использовать в качестве идентификации вида» (англ. «so rare in the tanager family that it almost serves for the identification of this species»). Лапы свинцово-серые, с сильными когтями.
Темнолицые тростниковые танагры — довольно шумные птицы. Они постоянно издают резкие и шумные сигналы «chet» или «chet-ut». Многоголосие напоминает «серию маленьких быстро и беспорядочно взрывающихся хлопушек» (англ. «strings of small firecrackers going off rapidly in an erratic pattern»). Среди других звуковых сигналов высокие «wsss» или «sszeet?», беспорядочные «spssnks» или «sptzks», которые иногда перемежаются быстрыми слабыми «swiss». На рассвете птицы обычно поют «seety, seety, seety, seety, seety». По словам американского орнитолога Би Ветмор, певчую птицу наблюдали на верхушке реликтового дерева, хотя обычно они не показываются из подлеска.

## Распространение

Ареал темнолицей тростниковой танагры

Темнолицая тростниковая танагра обитает на Карибском побережье в южной части Центральной Америки и на северо-западе Южной Америки, в предгорьях Анд. Территория простирается на восток до низовий долины реки Каука в северной части Колумбии, на юг — до южных районов провинции Пичинча и северо-западных районов провинции Асуай в Эквадоре. Площадь ареала составляет 858 000 км². Ареал родственной оливковоспинной тростниковой танагры (Mitrospingus oleagineus) не пересекается с ареалом темнолицей тростниковой танагры, она населяет влажные зрелые вторичные леса и их окраины на склонах гор или тепуи на территории Венесуэлы, Гайаны и Бразилии.
В Коста-Рике птицы обычно встречаются на высоте до 300 м над уровнем моря, но могут подниматься до 600 м, в Панаме — до 1200 м, в Колумбии — до 1100 м, в Эквадоре — до 800 м. Помимо этих стран, птиц также отмечали в Венесуэле. Населяет густые кустарники и заросли на опушках леса, вдоль лесных ручьёв и болотин, а также на границе с лесом.
Номинативный подвид M. c. cassinii встречается в Панаме на берегу Карибского моря от провинции Верагуас и лагуны Чирикуи до провинции Дарьен и небольшого участка тихоокеанского побережья, в западной части Колумбии на северном склоне Западных Анд от реки Нечи до горного массива Серранья-де-Сан-Лукас и на южном склоне Восточных Анд в департаменте Кальдас, а также на побережье Тихого океана, и в западной части Эквадора к югу от провинции Гуаяс. До 1990-х годов окрестности реки Нечи были самой крайней западной точкой ареала темнолицей тростниковой танагры. Позднее птиц отмечали в долине реки Магдалена. Хеллмайр отмечал, что изученные им экземпляры из Колумбии, западного Эквадора и окрестностей Панамского канала не имеют существенных отличий. Подвид M. c. costaricensis встречается в провинции Эредия на карибском побережье Коста-Рики и в окрестностях Альмиранте на крайнем северо-западе Панамы.
Международный союз охраны природы относит темнолицую тростниковую танагру к видам, вызывающим наименьшие опасения (LC). Вид довольно распространён на большей части своего ареала. Птицы встречаются, в частности, в национальном парке Браулио-Каррильо и заповеднике Итой-Серере (исп. Reserva Biológica Hitoy Cerere) в Коста-Рике, в национальных парках Соберания, Чагрес, Дарьен в Панаме, в национальных парках Лос-Катиос, Энсенада-де-Утрия, Фаральонес-де-Кали и в природном заповеднике Тамбито (исп. Tambito Nature Reserve) в Колумбии.

## Питание

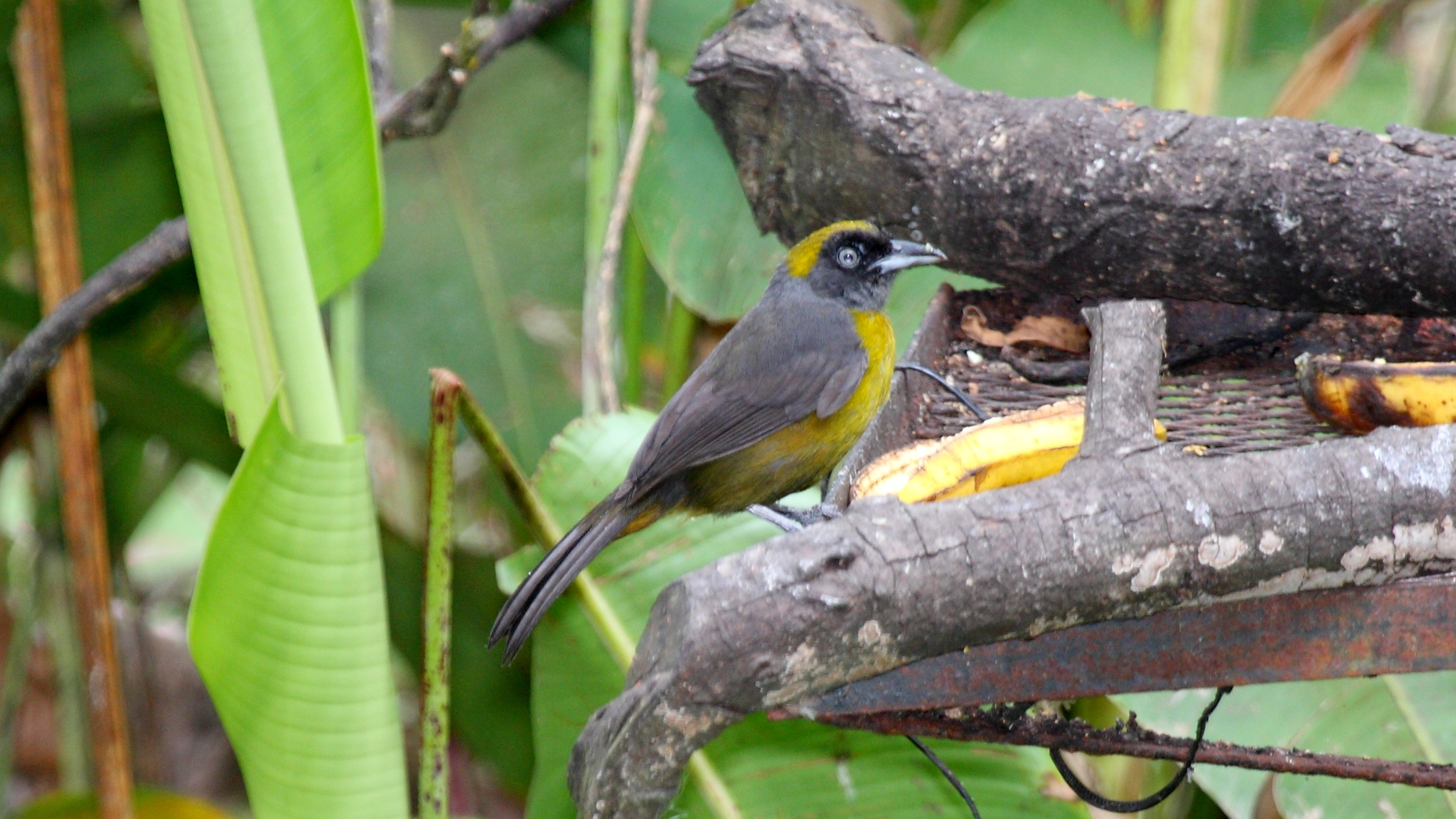
Темнолицая тростниковая танагра на кормушке в Панаме

Основную часть рациона темнолицей тростниковой танагры составляют фрукты, но птицы также потребляют в пищу беспозвоночных. Особенно предпочитают плоды представителей семейств меластомовые (Melastomataceae), мареновые (Rubiaceae) и паслёновые (Solanaceae); семена злаков рода Lasiacis или плодовых рода Alchornea. В желудке птиц были найдены просо (Panicum), зантоксилум (Xanthoxylum), паслён (Solanum). Также, согласно содержимому желудка, темнолицые тростниковые танагры питаются жуками (Carabidae, Cerambycidae, Scarabaeidae), гусеницами, пауками; могут принимать в пищу кузнечиков.
Корм добывают в нижнем и среднем ярусах леса, лишь иногда поднимаясь выше по плодовым деревьям. Для собирания ягод могут садиться на ветки и черешки, часто роются в листве и клюют ветки, собирают насекомых с листьев геликонии (Heliconia) и пальмовых ветвей. Иногда их можно встреть около роя муравьёв. Эти беспокойные птицы часто взмахивают крыльями и хвостом и быстро передвигаются по лесу, оставаясь зачастую скрытыми в подлеске.
Птицы собираются в стаи размером до 15 особей. По наблюдениям исследователя Скатча, стаи чаще всего включают до 8 особей. Обычно они состоят исключительно из темнолицых тростниковых танагр, но в долине реки Магдалена в Колумбии птиц один раз наблюдали в смешанной стае.

## Размножение
Информация о размножении темнолицей тростниковой танагры очень скудная. В Коста-Рике сообщения о размножении приходятся на март — апрель, в Панаме информация о кладке птиц была собрана в марте, на северо-западе Колумбии о птицах, готовых к размножению, сообщалось в феврале — мае, в июне гнездо было обнаружено в долине реки Магдалена, а в сентябре молодых птиц отмечали на юго-западе Колумбии. Скатч наблюдал гнездо с двумя птенцами с апреля по май. Эти наблюдения были опубликованы в 1972 году.
Чашеобразное гнездо птицы строят в кустарнике около ручья на высоте 1,5—3 м над землёй. Гнездо может быть как хрупким, так и громоздким. По описанию Скатча, гнездо было построено из длинных нитевидных соцветий растений рода Myriocarpa и корешков, выстлано волокнами грибов и подвешено, как корзина, между вертикальными ветками. Диаметр гнезда составлял 12,7—14 см, глубина — 8 см. По описаниям исследователя Окампо с долины реки Магдалена, толщина стенок гнезда равнялась 29,1 мм, внутренние размеры гнезда составляли 87,2—94,7 мм, внешние — 132,7—150,4 мм, высота — 110,9 мм, а глубина — 48,1 мм.
Предположительно, кладка состоит из двух яиц. Яйца белые, с коричневыми и красновато-коричневыми пятнами. По наблюдениям Скатча, птицы кормят птенцов исключительно насекомыми. Своим птенцам птицы обычно приносят «кузнечиков и других насекомых [и], изредка, зелёных гусениц или пауков» (англ. «grasshoppers and other insects [and] an occasional green caterpillar or a spider»). Взрослые птицы садятся не на гнездо, а на ветки выше его, и сильно наклоняют голову, чтобы вложить корм в рот птенцов, по одному насекомому за раз. Из семи птиц около гнезда его посещало три или больше особей. Кооперативное размножение темнолицей тростниковой танагры представляет особый интерес для учёных, оно часто встречается у птиц, традиционно относящихся к танагровым, — настоящих (Tangara), черноухих (Neothraupis), белопоясничных (Cypsnagra) танагр, хабий (Habia).
Информация о продолжительности жизни, возрасте полового созревания или выживаемости темнолицей тростниковой танагры отсутствует. На взрослых птиц обычно не охотятся, но в долине реки Магдалена в Колумбии было отмечено похищение яйца из гнезда.

## Систематика

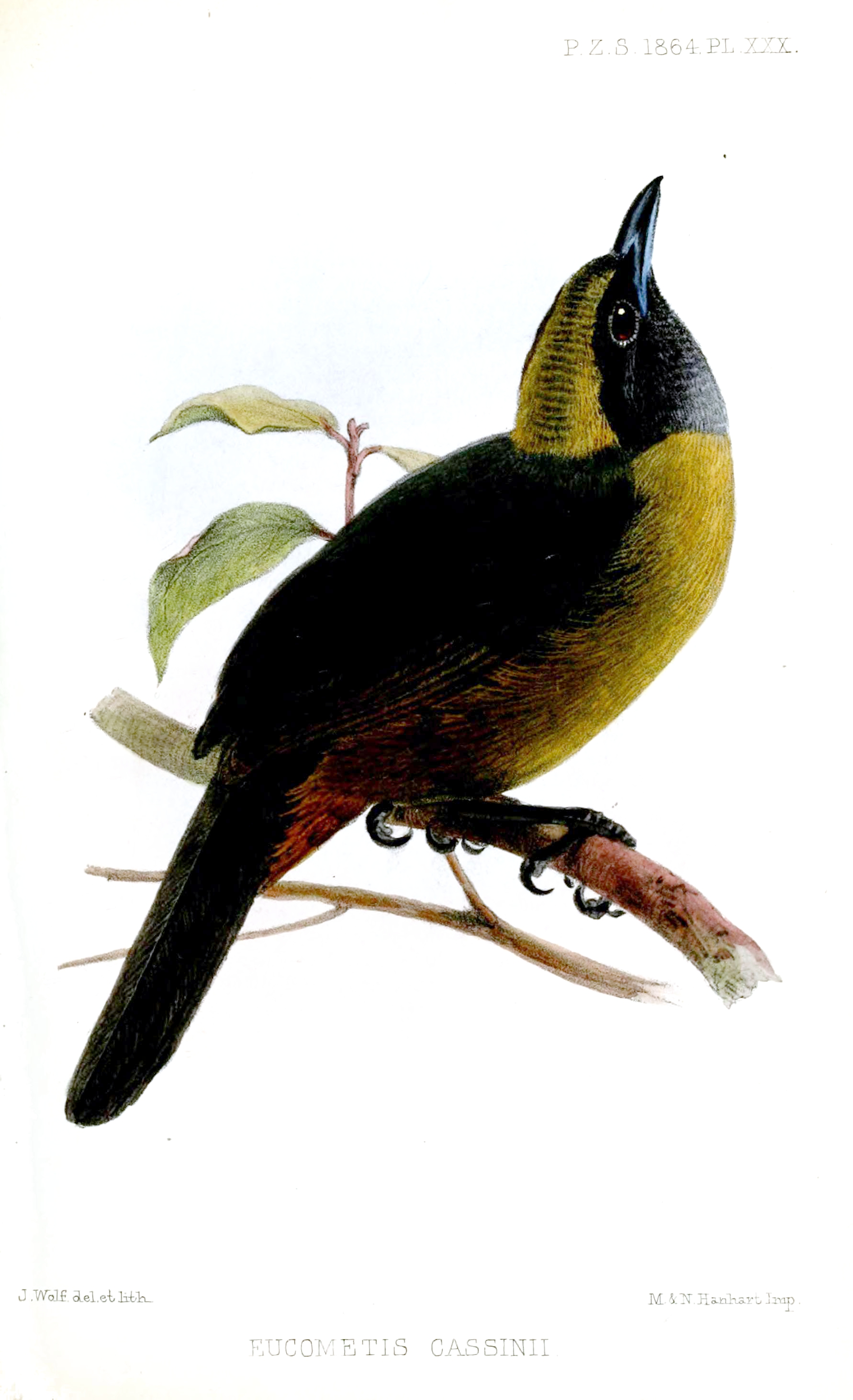
Eucometis cassinnii в работе Склейтера и Сэльвина 1864 года

Вид был описан в 1861 году американским орнитологом-любителем Джорджем Ньюболдом Лоренсом на основе экземпляра, полученного в окрестностях Панамской железной дороги. Первый экземпляр появился в коллекции Миклера годом ранее. Лоренс решил выделить его в отдельный вид Tachyphonus cassinnii после того, как получил дополнительные экземпляры этой птицы, принадлежащие к обоим полам. Видовое название он дал в честь своего друга Джона Кассина. Уже в 1864 году британские зоологи Филип Склейтер и Осберт Сэльвин усомнились в такой классификации и отнесли темнолицую тростниковую танагру к кисточковым танаграм (Eucometis), отмечая в первую очередь отсутствие полового диморфизма у темнолицей тростниковой танагры и заметные различия в окраске оперения самцов и самок у всех представителей родов украшенные танагры (Tachyphonus) и сорокопутовые танагры (Lanio).
В 1898 году американский орнитолог Роберт Риджуэй выделил род тростниковые танагры (Mitrospingus). По его словам, новый род следовало отнести к семейству вьюрковых (Fringillidae), хотя это и вызывало у учёного некоторые сомнения. Риджуэй полагал род монотипическим, но позднее в него была включена оливковоспинная тростниковая танагра (Mitrospingus oleagineus). В 1936 году австрийский орнитолог Карл Эдуард Хелльмайр предположил, что эти два вида синонимичны. Эти птицы вместе с тем заметно различаются вокализацией и поведением.
Международный союз орнитологов выделяет два подвида:
- Mitrospingus cassinii costaricensis Todd, 1922 — Коста-Рика и северо-запад Панамы. Американский орнитолог Уолтер Эдмонд Клайд Тодд выделил новый подвид, изучив большое количество хорошо подготовленных экземпляров из разных регионов в музее Карнеги[8].
- Mitrospingus cassinii cassinii (Lawrence, 1861) — центральная часть Панамы и территория от Колумбии до запада Эквадора.

Роды тростниковые танагры, зелёные ортогонисы (Orthogonys) и чёрно-пегие танагры (Lamprospiza) учёные традиционно включали в семейство танагровых (Thraupidae). Кит Баркер (F. Keith Barker) и другие в 2013 году опубликовали результаты молекулярных исследований около 200 видов обитающих в Америке воробьинообразных птиц с девятью маховыми перьями. Построенное ими филогенетическое дерево показало несколько новых клад или обособленных групп, многие из которых было предложено выделить в отдельные семейства. В частности, авторы работы предложили выделить роды Mitrospingus, Orthogonys и Lamprospiza, представители которых обитают преимущественно в Южной Америке, в семейство Mitrospingidae. Исследователи полагают, что представители этого семейства произошли от общего предка темнолицей тростниковой танагры и чёрно-пегой танагры (Lamprospiza melanoleuca). В работе было также показано сестринское отношение этого семейства к кладе танагровых и кардиналовых (Cardinalidae).